# Danny Carvajal
Danny Carvajal, född 8 januari 1989, är en costaricansk fotbollsspelare som spelar för FC Ryūkyū.
Danny Carvajal har spelat fyra landskamper för det costaricanska landslaget.